# Bliźniaki Cramp
Bliźniaki Cramp (ang. The Cramp Twins, 2001-2006) – brytyjski serial animowany. 52-odcinkowy serial emitowany w Polsce na kanale Cartoon Network od 1 października 2001 roku. 

## Bohaterowie
- Lucien Cramp (III i IV seria – Lucjan Cramp) – ortodoksyjny obrońca środowiska naturalnego, poważny, wrażliwy i nieśmiały wobec rówieśników (z wyjątkiem Marii i Tony'ego). Jest obiektem przemocy szkolnej oraz domowej. Gdy nie walczy o przyrodę, promuje poprawność polityczną. Czas uwielbia spędzać na pobliskich bagnach. Jest wegetarianinem, ale nie jada także jajek i masła. Zauroczył się w Patsy, dla której musiał się doczyścić.

- Wayne Archibald Cramp (III i IV seria – Marian Cramp) – uwielbia mieć wokół siebie bałagan i znosić do domu złom. Lubi dręczyć słabszych od siebie, w szczególności swojego brata. Pasjonuje się motoryzacją, potrafi budować działające pojazdy silnikowe. Nienawidzi przyrody, szczególnie bagien (to jedyne miejsce, gdzie boi się pójść). Wpada w panikę, gdy blisko niego są zwierzęta z bagien lub agresywne psy. Nie cierpi warzyw, żywi się głównie mięsem i słodyczami, od których jest uzależniony. Jest także bardzo pobudliwy.

- Dorothy Cramp – matka obu głównych bohaterów. Jej głównym zajęciem jest utrzymanie w domu czystości, nawet najmniejszy brud potrafi doprowadzić ją do szału. Produkuje własne środki czystości i inne wynalazki stosowane w walce z bakteriami i brudem, które często okazują się być trujące lub w inny sposób groźne. Podkochuje się w agencie X.

- Horacy Neville Cramp – ojciec głównych bohaterów. Pracuje jako akwizytor. Większość czasu spędza w klubie kowbojskim i kultywuje tradycję kowbojską w swoim domu, co nie zawsze podoba się pozostałym członkom rodziny. Jego szefem jest Walter Winkle, prezes firmy Tox-chem, produkującej szkodliwe środki czystości i higieny. Zazwyczaj próbuje zdobyć uznanie mieszkańców i swojej rodziny, jednakże najczęściej przynosi im wstyd. Podkochuje się w Ricie Rodeo, Hilarii Syk, Betty i Pannie Monkwisz. Według niego, jego drugie imię jest do złudzenia podobne do imienia "Norman".

- Tony Parsons  (III i IV seria – Antoni Parsons) – najlepszy przyjaciel Luciena. Łączy ich miłość do przyrody. Pochodzi z wielodzietnej rodziny Błotniaków. Wyróżnia się niskim wzrostem. Bagna, na których mieszkają, dostarczają im większość potrzebnych do życia środków. W niektórych odcinkach dochodzi do sprzeczek między nim a Lucienem. Jak każdy mieszkaniec bagien jest bardzo przesądny. Przez turystów jest zwany „mutantem”. Według Wayne’a Crampa, on oraz reszta błotniaków żywi się takimi rzeczami jak ślimaki i muchomory.

- Wendy Winkle (III i IV seria – Wanda Winkler) – rozpieszczona córka Waltera Winkle. Wiecznie nadąsana i niezadowolona. Często grozi krzykiem, by wymusić coś na innych. Zakochana w Waynie, którego stosunek do niej jest dokładnie odwrotny.

- Walter Winkle (III i IV seria – Walter Winkler) – ojciec Wendy. Jest Błotniakiem, ale ukrywa swoją prawdziwą tożsamość przed rodziną i społecznością Mydłowa. Zwyczaje z młodych lat czasem ciężko mu ukryć. Zdobył puchar w łapaniu wijów, który przechowuje Seth Parsons. W tamtych czasach był znany jako „Kolega Śluzek”. Jedynie inni Błotniacy znają jego sekret. Jeśli za bardzo zagraża bagnom, grożą ujawnieniem prawdy. Jest najbogatszym mieszkańcem Mydłowa i właścicielem fabryki „Tox-Chem”. Ma duży wpływ na politykę miasta. Jest lokalnym mistrzem zapasów. Lubi brzoskwinie i jaja cudopióra.

- Pani Winkle (III i IV – Pani Winkler) – matka Wendy. Bardzo wyniosła, pogardliwie wypowiada się o ludziach z niższych klas. Ma dwa francuskie pudle, które bardzo kocha.

- Marie Phelps (III i IV seria – Maria Wyga) – koleżanka Luciena ze szkoły. Cechuje się spokojem, jednakże jest często poirytowana zachowaniem swojej rodziny. Nie ma innych znajomych prócz Luciena. W jednym odcinku została jego dziewczyną, lecz pod koniec stwierdziła, że będzie lepiej, jeśli zostaną przyjaciółmi. Jest sceptycznie nastawiona do jego pomysłów dotyczących bagna i natury.

- Judy Phelps (III i IV seria – Judyta Wyga) – siostra Marie, podobna do swojej mamy.

- Kevin Phelps – brat Marie, podobny do swojego taty.

- Hilaria Syk (III i IV seria – Hilaria Sykliwa) – nauczycielka w mydłowskiej szkole. Pogardliwie wyraża się o dzieciach i zwierzętach. Stanowi autorytet w szkole. W celach perswazji często używa linijki przyozdobionej paciorkami. Zakochana w panu Crampie. Raz podawała się za matkę Luciena i Wayne’a. Prawdopodobnie pochodzi z Francji lub Belgii.

- Joseph „Brudny Joe” Muldoon – przyjaciel Wayne’a, mężczyzna w średnim wieku mieszkający w przyczepie na złomowisku, którego jest właścicielem. Nigdy nie pokazuje swojej twarzy. Prawie nigdy nie rusza się z przyczepy kempingowej. Przedstawiciel lokalnego półświatka. Oprócz Wayne’a jego przyjaciółmi są Mętny Eryk – długowłosy robotnik, Szpetny Dawidek – tatuażysta ze sztucznym okiem, oraz Mel Odorek.

- Pan Uroczy – dyrektor szkoły, nauczyciel nie mający żadnych kłopotów z uczniami. Niemal nigdy nie wpada w złość i nie traci uśmiechu. Metody wychowawcze nastawia na indywidualność uczniów. Za wszelkie problemy w szkole obwinia pannę Sykliwą. Pojawia się w 3 i 4 serii.

- Państwo Phelps – rodzice Marie. Są przedstawicielami typowej amerykańskiej rodziny. Bardzo optymistyczni i weseli. Najważniejsza jest dla nich rodzina. W jednym z odcinków prowadzą sklep z okularami. Potępiają wszelką indywidualność. Zabawki uważają za zło. Poza rodziną najważniejsze są dla nich bibeloty. Wszyscy prócz Marii mają złowieszczy uśmiech. Poza domem śpiewają hymny na cześć rodziny.

- Babcia − babcia chłopców i matka Dorothy. Jest snobką i lubi wszystko krytykować. Kocha operę i panicznie boi się wilków. Nie znosi swojej rodziny.

- Seth Parsons – tata Antosia. Z zawodu hydraulik. Posiada własny traktor. Zmusza syna do pracy w kanałach. W młodości wyglądał jak Tony. Często szantażuje pana Winkle oraz tak samo jak on, lubi jaja cudopióra.

- Marsha i Tandy (III i IV seria – Jadźka i Tyka) – przyjaciółki matki głównych bohaterów. Marsha jest niską blondynką, nosi też okulary. Tandy natomiast jest wysoką brunetką. Uwielbiają plotkować. Czasem rywalizują, ale przeważnie trzymają się razem.

- Zdzisław – szofer pana Winkle. Ma córkę Joannę. Pojawia się w III i IV serii. Nie ma nic wspólnego z drugą postacią o takim samym imieniu.

- Zdzisław – mąż Jadźki. Jego imię jest wspominane tylko w seriach III i IV. Nie ma nic wspólnego z drugą postacią o takim samym imieniu.

## Fabuła
Serial opowiada o losach rodziny, w której wychowują się bliźniaki o imionach Lucien i Wayne (w późniejszym dubbingu „Lucjan” i „Maniek”). Braci cechuje całkowita odmienność charakterów. Mieszkają w jednopiętrowym domu z pedantyczną matką i niezaradnym ojcem. Dom mieści się w miasteczku – Mydlinowo (w późniejszym dubbingu „Mydłowo”). Miasto położone jest w pobliżu bagien, których nie darzą sympatią wszyscy oprócz Luciena i jego najbliższych przyjaciół - Błotniaków (w późniejszym dubbingu „Ludzi z Bagien”). W przeciwieństwie do Luciena większość mieszkańców gardzi ideą ochrony środowiska, często umyślnie je zatruwając, a nawet świętując otwieranie rur ściekowych do bagna. Organizowane są także festiwale ku czci głównego pracodawcy oraz fabryki detergentów Tox-chem, która w żaden sposób nie kryje szkodliwości swoich produktów.

## Obsada

### Wersja angielska
- Tom Kenny − Wayne
- Kath Soucie − Lucien
- Jayne Paterson − Wendy
- Colin Murdrock − Pan Winkle
- Terry Klassen − Pani Parsons
- Nicole Oliver − Dorothy Cramp
- Iris Quinn − Tandy
- Lee Tockar − Brudny Joe

### Wersja polska[1]
- Jakub Truszczyński - Lucjan Cramp
- Jacek Kawalec - Wayne Cramp
- Izabela Dąbrowska - Dorothy Cramp
- Jarosław Domin - Horacy Cramp
- Jarosław Boberek - Tony Parsons
- Agnieszka Kunikowska - Wendy Winkle
- Zbigniew Konopka - Walter Winkle
- Elżbieta Kopocińska-Bednarek - Marie Phelps
- Cezary Kwieciński - Kevin Phelps
- Ewa Serwa - Hilaria Syk
- Robert Tondera - Joseph Muldoon

## Odcinki
- Serial składa się z 52 odcinków po 2 epizody.
- Premiery w Polsce:
  - I seria (odcinki 1-13) – 1 października 2001 roku,
  - II seria (odcinki 14-26) – 2002 rok,
  - III seria (odcinki 27-39) – 18 października 2004 roku,
  - IV seria (odcinki 40-52) – 2 maja 2005 roku.

### Spis odcinków
| N/o            | Polski tytuł                           | Angielski tytuł     |
| -------------- | -------------------------------------- | ------------------- |
|                |                                        |                     |
| SERIA PIERWSZA |                                        |                     |
|                |                                        |                     |
| 01             | Nowa moda                              | Fashion Passion     |
| 01             | Małe cuda                              | Small Wonder        |
|                |                                        |                     |
| 02             | Niby randka                            | Date Dupe           |
| 02             | Agent X                                | Agent X             |
|                |                                        |                     |
| 03             | Małpka Pana Winkle                     | Mr. Winkle Monkey   |
| 03             | Ta niedobra Wendy                      | Wicked Wendy        |
|                |                                        |                     |
| 04             | Operacja porządki                      | Swamp Fever         |
| 04             | Kto kogo?                              | Kung Foolish        |
|                |                                        |                     |
| 05             | Strefa ciszy                           | Silence Please      |
| 05             | Grzyb sierści                          | Fur Fungus          |
|                |                                        |                     |
| 06             | Wielkie grillowanie                    | Home on the Range   |
| 06             | Groźna porządkomania                   | Holesome            |
|                |                                        |                     |
| 07             | Choroba                                | Sick Daze           |
| 07             | Płot w płot                            | Picket, Picket      |
|                |                                        |                     |
| 08             | Nostalgiczny bzik                      | Nostalgia Nast      |
| 08             | Horror u fryzjera                      | Haircut Horrors     |
|                |                                        |                     |
| 09             | Wielkie Bobo                           | Big Baby            |
| 09             | Zator                                  | Ad Bad              |
|                |                                        |                     |
| 10             | Żadna praca nie hańbi                  | Workout             |
| 10             | Szósty wymysł                          | 6th Senselessness   |
|                |                                        |                     |
| 11             | Studium bliźniaków                     | Twin Studies        |
| 11             | Urodzinowy blues                       | Birthday Blues      |
|                |                                        |                     |
| 12             | Fortepian babci                        | Grandma’s Piano     |
| 12             | Zabawa w przewodnika                   | Guide Games         |
|                |                                        |                     |
| 13             | Drogocenne jaskółki                    | Prize Control       |
| 13             | Niebezpieczne lody                     | Ice Scream          |
|                |                                        |                     |
| SERIA DRUGA    |                                        |                     |
|                |                                        |                     |
| 14             | Wilkołak Wayne                         | Wolfman Wayne       |
| 14             | Awans w siodle                         | Shed Dead           |
|                |                                        |                     |
| 15             | Oślepiająca biel                       | Spy’s Pies          |
| 15             | Rodzina, ach rodzina                   | No Means Yes        |
|                |                                        |                     |
| 16             | Pani Cmok                              | Miss Kissy          |
| 16             | Kto się czubi, ten się lubi            | Friend Fight        |
|                |                                        |                     |
| 17             | Bądź mężczyzną                         | Walk Like a Man     |
| 17             | Hulaj Skok                             | Bouncy Bob          |
|                |                                        |                     |
| 18             | Kupa strachu                           | Great Bowl of Fear  |
| 18             | Błotny kryzys                          | Mud Crush           |
|                |                                        |                     |
| 19             | Porządkowy szał                        | Room Rage           |
| 19             | Błotne małpy                           | Dirty Monkey        |
|                |                                        |                     |
| 20             | Hotelowa histeria                      | Hotel Hysteria      |
| 20             | Kosmiczny blask                        | Alien Glow          |
|                |                                        |                     |
| 21             | Kameleon zmienny jest                  | Chameleon Chaos     |
| 21             | Chwast                                 | Weedkiller          |
|                |                                        |                     |
| 22             | Walka o żarcie                         | Food Fight          |
| 22             | Marie terrorystka                      | Marie Mania         |
|                |                                        |                     |
| 23             | Wielki Lucioni                         | The Great Lucioni   |
| 23             | Konflikt płci                          | Wendy Boy           |
|                |                                        |                     |
| 24             | Przerażone pudle                       | Petrified Poodles   |
| 24             | Wojna o harfę                          | Harp Wars           |
|                |                                        |                     |
| 25             | Czarna owca                            | The Bad Seed        |
| 25             | Rita Rodeo                             | Rodeo Rita          |
|                |                                        |                     |
| 26             | Pogrzeb robaka                         | Worm Funeral        |
| 26             | Zagadka fioletowej skarpetki           | One Sock Wonder     |
|                |                                        |                     |
| SERIA TRZECIA  |                                        |                     |
|                |                                        |                     |
| 27             | Łza się w oku kręci                    | Weepy Wayne         |
| 27             | Marian kontra Miażdżyskała             | First Crusher       |
|                |                                        |                     |
| 28             | Afera z gatkami                        | Pantaloonacy        |
| 28             | Babski gang                            | Girl Gang           |
|                |                                        |                     |
| 29             | Moto-Maniek                            | Triker Trouble      |
| 29             | Samochodowa „Love Story”               | Heart Wrench        |
|                |                                        |                     |
| 30             | Książę Crampula                        | Count Crampula      |
| 30             | Weselny Tomcio                         | Naughty Nuptails    |
|                |                                        |                     |
| 31             | Groźni Obrońcy                         | Little Watchers     |
| 31             | Ale jajo!                              | Egg Bound           |
|                |                                        |                     |
| 32             | Mały wielki człowieczek                | Little Big Man      |
| 32             | Proporczyk                             | Flag Boy            |
|                |                                        |                     |
| 33             | Puchensztajn                           | Hankenstein         |
| 33             | Pogromca pasikoników                   | Cricket Slayer      |
|                |                                        |                     |
| 34             | Nie kijem go to Ryśkiem                | Bully for Wayne     |
| 34             | O jednego szpiega za dużo              | Agent W             |
|                |                                        |                     |
| 35             | Domek na drzewie                       | Wendy House         |
| 35             | Sprawa Crampów                         | Cramp vs. Cramp     |
|                |                                        |                     |
| 36             | Maniek kaskaderem                      | Webcam Wayne        |
| 36             | Bagienna klątwa                        | Swamp Curse         |
|                |                                        |                     |
| 37             | Wszy atakują                           | Lice-ence to kill   |
| 37             | Dziecięca armia                        | Army of Wayne       |
|                |                                        |                     |
| 38             | Kosmiczna zadyma                       | Swampless           |
| 38             | Mama do wynajęcia                      | Mummy Mania         |
|                |                                        |                     |
| 39             | Projektantka Wandzia                   | Wendy Wear          |
| 39             | Bezdomny Joe                           | Homeless Joe        |
|                |                                        |                     |
| SERIA CZWARTA  |                                        |                     |
|                |                                        |                     |
| 40             | Wirujące spodnie                       | Dance Pants         |
| 40             | Kocham cię, bracie                     | Bestest Brother     |
|                |                                        |                     |
| 41             | Lucek, bagna i kasety wideo            | Film Fad            |
| 41             | Ze śliną mu do twarzy                  | Spit Collector      |
|                |                                        |                     |
| 42             | Wieloryby głos mają                    | News Whale          |
| 42             | Maniek Demolka                         | Twisted Ending      |
|                |                                        |                     |
| 43             | Maniek jak z obrazka                   | Tattoo Boy          |
| 43             | Krowie podchody                        | Cow Son             |
|                |                                        |                     |
| 44             | Słodki zombie                          | Sugar Zombie        |
| 44             | Moc żywych ośmiornic                   | Swamp Squid         |
|                |                                        |                     |
| 45             | Krzych                                 | Keith               |
| 45             | Mamin synek                            | Mommy Boy           |
|                |                                        |                     |
| 46             | Co za gęś                              | Goosenapped         |
| 46             | Nie igra się z miłością                | Rotten Romance      |
|                |                                        |                     |
| 47             | Maniek w paszczy lwa                   | Lion Worrier        |
| 47             | Babcia z wozu, wilk syty i koniom lżej | Grandma Dearest     |
|                |                                        |                     |
| 48             | Lucjana, wojownicza księżniczka        | Mister Congeniality |
| 48             | Czy twardy Cramp do zgryzienia         | Get Greedy          |
|                |                                        |                     |
| 49             | Handel z niewolnikami                  | Slave Mart          |
| 49             | Mów mi luzak                           | Cool For Cramp      |
|                |                                        |                     |
| 50             | Ja cię kocham, a ty jesz               | Just Dessert        |
| 50             | Nieoczekiwana zmiana miejsc            | Pirate Pants        |
|                |                                        |                     |
| 51             | Koń, który mówi                        | Neigh Means Neigh   |
| 51             | Maniek do wynajęcia                    | Miner Mishaps       |
|                |                                        |                     |
| 52             | Wesoło i na gazie                      | Happy Gas           |
| 52             | Na tropie sowy                         | Twin Toys           |